# Savitljiva mrižica
Savitljiva mrižica (lat. Limonium dictyophorum), Endemična biljna vrsta porodice vranjemilovki u jugoistočnom dijelu istočnojadranskoga primorja. Savitljiva mrižica je biljka slanuša. Dobila je ime po savijenim (odatle narodno ime "savitljiva mrižica") i razgranatim stabljikama koje izgledaju kao mreža. Ima listove prekrivene dlačicama i male ljubičaste cvjetove.
L. cancellatum (rešetkasta mrižica) i L. dictyophorum (savitljiva mrižica) neki izvori smatraju istom vrstom